# She Was Only a Working Girl
She Was Only a Working Girl è un cortometraggio muto del 1914 diretto da Albert E. Christie. Prodotto dalla Nestor Film Company e distribuito dall'Universal Film Manufacturing Company, aveva come interpreti Victoria Forde, Eddie Lyons, Russell Bassett, John Steppling, Lee Moran e Stella Adams.

## Trama
Victoria è una semplice ragazza di campagna del tutto ignara dei pericoli del mondo. La vecchia casa colonica di famiglia è gravata da un'ipoteca e John Taft, un mascalzone, minaccia di buttare fuori di casa il padre di Victoria se non gli pagherà il debito che ha con lui. In città, la ragazza - in cerca di un lavoro - viene assunta nella fabbrica di un sudicio capitalista dove si sfruttano i lavoranti. Harry, il caposquadra, pensa che a Victoria non debba essere riservato quel destino perché essendo lei davvero un bel bocconcino, lui vuole destinarla a "lavorare" per il suo capo. La ragazza, innocente e indifesa, si rende conto di essere capitata in un brutto ambiente e che l'unica persona onesta che può aiutarla è Bob, il ragazzo dell'ascensore. Infatti, quando il capitalista cerca di rapirla, Bob corre in suo aiuto. Il giovane eroe, per salvarla, ha dei tremendi scontri con il perfido capitalista e i suoi scagnozzi. Alla fine, riporta a casa la ragazza, giusto in tempo per riuscire a pagare l'ipoteca della fattoria che ammonta a sei dollari e sessantacinque centesimi, impedendo in questo modo che il capitalista possa entrare in possesso della casa di Victoria.

## Produzione
Il film fu prodotto dalla Nestor Film Company di David Horsley.

## Distribuzione
Distribuito dall'Universal Film Manufacturing Company, il film - un cortometraggio di due bobine - uscì nelle sale cinematografiche statunitensi il 6 marzo 1914.